# Wyszkowski
Wyszkowski là một huyện thuộc tỉnh Mazowieckie của Ba Lan. Huyện có diện tích 876 km². Đến ngày 1 tháng 1 năm 2011, dân số của huyện là 72551 người và mật độ 83 người/km².